# Остенде (баскетбольный клуб)
«Остенде» — бельгийский баскетбольный клуб из одноименного города, имеет спонсорское название «Теленет Остенде». Является самым титулованным клубом Бельгии.

## Титулы
- Чемпионат Бельгии по баскетболу: (21)

1981, 1982, 1983, 1984, 1985, 1986, 1988, 1995, 2001, 2002, 2006, 2007, 2012, 2013, 2014, 2015, 2016, 2017, 2018, 2019, 2020
- Кубок Бельгии: (19)

1962, 1979, 1981, 1982, 1983, 1985, 1989, 1991, 1997, 1998, 2001, 2008, 2010, 2013, 2014, 2015, 2016, 2017, 2018
- Суперкубок Бельгии: (9)

1981, 1982, 1988, 1989, 1999, 2000, 2006, 2014, 2015
- Кубок Бенилюкса: (1)

1988
- Кубок вызова ФИБА:

 2011

## Сезоны
| Сезон   | Лига | Уровень | Рег. Чемп. | Плей-офф | Еврокубки                    |
| ------- | ---- | ------- | ---------- | -------- | ---------------------------- |
| 2012-13 | БЛБ  | 1       | 1          | Чемпион  | Гр.этап Еврокубка            |
| 2013-14 | БЛБ  | 1       | 1          | Чемпион  | Ласт 32 Еврокубка            |
| 2014-15 | БЛБ  | 1       | 1          | Чемпион  | Ласт 32 Еврокубка            |
| 2015-16 | БЛБ  | 1       | -          | -        | 1/8 финала Кубка ФИБА Европа |

## Названия
- Филу Остенде: 2018—н.в.
- Теленет Остенде: 2010—2017
- Базе Остенде: 2008—2010
- Телиндус Остенде: 1999—2008
- Санэйр Остенде: 1970—1999

## Известные игроки
- / Джон Роберт Холден
- Ральф Биггс
- Римантас Каукенас
- Мирза Телетович
- Иван Паунич
- Томас Ван Ден Шпигель